# Johan Bonsdorff
Johan Bonsdorff, född 1 april 1772 i Borgå, och död 8 juli 1840 i Kakskerta, var en finländsk lingvist, bror till Gabriel von Bonsdorff och Jacob Bonsdorff.
Bonsdorff var professor vid Åbo universitet i orientaliska språk och grekiska från 1807, och från 1812 i grekiska. Bonsdorff är den främste representanten i Finland för den rationalistiska bibelexegesen, om vilken hans avhandlingar om Noas ark (1805) och de egyptiska landsplågorna (1809-19) vittnar. 
Den ovilja han genom sina studier väckte hos kyrkan män och universitetsmyndigheterna förstärktes ytterligare genom hans frisinnande åsikter och öppna partitagande för Adolf Iwar Arwidsson, och 1823 tvingades han ansökas om tjänstledighet, vilken förlängdes fram till 1832, då han fick avsked som emeritus.
Sin tjänstledighet använde han till flitiga studier, av vilka resultatet till största del gick förlorade i Åbo brand 1827.